# Witvoorhoofdzanger
De witvoorhoofdzanger (Myioborus albifrons) is een zangvogel uit de familie Parulidae (Amerikaanse zangers).

## Verspreiding en leefgebied
Deze soort is endemisch in de Andes van westelijk Venezuela, met name in Trujillo, Táchira en Mérida.